# Championnat de Malte de football 2006-2007
Navigation
Saison précédente Saison suivante
La saison 2006-2007 de Premier League Maltaise était la quatre-vingt-douzième édition de la première division maltaise.
Lors de cette saison, le Birkirkara FC a tenté de conserver son titre de champion face aux neuf meilleurs clubs maltais lors d'une série de matchs se déroulant sur toute l'année.
Les dix clubs participants à la première phase de championnat ont été confrontés à deux reprises aux neuf autres. En gardant une partie des points acquis lors de la première phase, les six premiers se sont affrontés deux fois de plus pour se disputer la victoire finale et les quatre derniers pour éviter la relégation.
C'est le Marsaxlokk FC qui a été sacré champion de Malte pour la première fois de son histoire.
Trois places étaient qualificatives pour les compétitions européennes, la quatrième place étant celle du vainqueur du Trophée Rothman 2006-2007.

## Qualifications en coupe d'Europe
À l'issue de la saison, le champion a participé au 1er tour de qualification de la Ligue des champions 2007-2008.
Le vainqueur du Trophée Rothman et le deuxième du championnat ont pris les places pour la Coupe UEFA 2007-2008.
Enfin, la première équipe dans l'ordre du classement qui l'a souhaité a participé à la Coupe Intertoto 2007.

## Les dix clubs participants
| Club                | Stade             | Capacité | Ville      |
| ------------------- | ----------------- | -------- | ---------- |
| Birkirkara FC       | Infetti Ground    | 2 000    | Birkirkara |
| Floriana FC         | -                 | -        | Floriana   |
| Paola Hibernians FC | Hibernians Ground | 8 000    | Paola      |
| Marsa FC            | -                 | -        | Marsa      |
| Marsaxlokk FC       | -                 | -        | Marsaxlokk |
| Msida Saint-Joseph  | -                 | -        | Msida      |
| Pietà Hotspurs      | -                 | -        | Pietà      |
| Sliema Wanderers FC | Guze Fava Ground  | 4 000    | Sliema     |
| St. George's FC     | -                 | -        | Bormla     |
| La Vallette FC      | -                 | -        | La Valette |

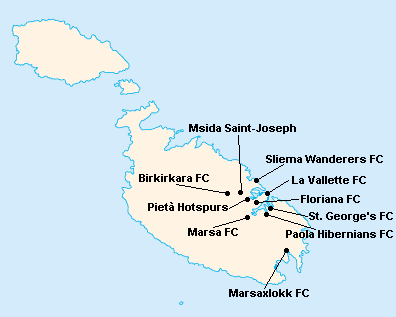
Localisation des clubs engagés dans le championnat.

L'île de Malte étant relativement petite, les clubs évoluent tous au stade National Ta'Qali (17 400 places). Certain cependant ont leur propre enceinte qu'ils peuvent éventuellement utiliser.

## Compétition

### Phase 1

#### Classement
| Rang | Équipe                  | Pts | J  | G  | N | P  | Bp | Bc | Diff |
| ---- | ----------------------- | --- | -- | -- | - | -- | -- | -- | ---- |
| 1    | Marsaxlokk FC           | 45  | 18 | 14 | 3 | 1  | 45 | 15 | +30  |
| 2    | Sliema Wanderers FC     | 34  | 18 | 10 | 4 | 4  | 33 | 21 | +12  |
| 3    | La Vallette FC          | 33  | 18 | 10 | 3 | 5  | 41 | 18 | +23  |
| 4    | Msida Saint-Joseph      | 33  | 18 | 9  | 6 | 3  | 32 | 17 | +15  |
| 5    | Birkirkara FC (T)       | 30  | 18 | 9  | 3 | 6  | 32 | 27 | +5   |
| 6    | Paola Hibernians FC (C) | 25  | 18 | 8  | 1 | 9  | 31 | 33 | -2   |
| 7    | Floriana FC             | 24  | 18 | 6  | 6 | 6  | 28 | 20 | +8   |
| 8    | St. George's FC (P)     | 12  | 18 | 2  | 6 | 10 | 11 | 33 | -22  |
| 9    | Pietà Hotspurs          | 11  | 18 | 2  | 5 | 11 | 16 | 47 | -31  |
| 10   | Marsa FC (P)            | 3   | 18 | 0  | 3 | 15 | 12 | 50 | -38  |

| Légende : Qualifications et relégations | Légende : Qualifications et relégations                                        |
| --------------------------------------- | ------------------------------------------------------------------------------ |
|                                         | Qualifié pour le tour des champions                                            |
|                                         | Qualifié pour le tour de relégation                                            |
|                                         | (T) : Tenant du titre 2005-2006 (P) : Promu (C) : Vainqueur du Trophée Rothman |

#### Matchs
| Résultats (▼dom., ►ext.)                                   | Bir | Flo | Pao | Mar | Mrx | Msi | Pie | StG | Sli | Val |
| Birkirkara FC                                              |     | 1-0 | 3-2 | 3-0 | 1-0 | 1-3 | 2-1 | 4-0 | 3-3 | 1-3 |
| Floriana FC                                                | 1-1 |     | 4-1 | 4-1 | 0-1 | 1-1 | 4-0 | 3-0 | 1-1 | 1-2 |
| Paola Hibernians FC                                        | 3-2 | 1-2 |     | 4-0 | 2-2 | 0-4 | 0-1 | 1-2 | 2-1 | 3-1 |
| Marsa FC                                                   | 1-2 | 0-2 | 1-3 |     | 1-5 | 0-1 | 3-5 | 1-2 | 1-2 | 0-3 |
| Marsaxlokk FC                                              | 2-2 | 4-2 | 2-1 | 4-0 |     | 3-0 | 5-0 | 1-1 | 3-2 | 1-0 |
| Msida Saint-Joseph                                         | 5-1 | 1-0 | 3-0 | 1-1 | 0-1 |     | 3-1 | 2-0 | 1-1 | 2-2 |
| Pietà Hotspurs                                             | 1-4 | 1-1 | 1-2 | 1-1 | 0-1 | 0-3 |     | 0-0 | 2-2 | 0-5 |
| St. George's FC                                            | 0-1 | 0-0 | 0-3 | 0-0 | 1-5 | 1-1 | 1-1 |     | 2-3 | 0-2 |
| Sliema Wanderers FC                                        | 1-0 | 2-0 | 3-1 | 2-0 | 1-3 | 3-0 | 4-1 | 1-0 |     | 1-0 |
| La Vallette FC                                             | 1-0 | 2-2 | 1-2 | 6-1 | 1-2 | 1-1 | 6-0 | 4-1 | 1-0 |     |
| - Victoire à domicile - Match nul - Victoire à l'extérieur |     |     |     |     |     |     |     |     |     |     |

### Phase 2

#### Classement
| Rang | Équipe                  | Pts | J  | G  | N | P  | Bp | Bc | Diff |
| ---- | ----------------------- | --- | -- | -- | - | -- | -- | -- | ---- |
| 1    | Marsaxlokk FC           | 47  | 28 | 22 | 3 | 3  | 74 | 28 | +46  |
| 2    | Sliema Wanderers FC     | 35  | 28 | 15 | 7 | 6  | 50 | 34 | +16  |
| 3    | Birkirkara FC (T)       | 34  | 28 | 15 | 4 | 9  | 48 | 44 | +4   |
| 4    | La Vallette FC          | 30  | 28 | 13 | 7 | 8  | 55 | 31 | +24  |
| 5    | Paola Hibernians FC (C) | 21  | 28 | 10 | 3 | 15 | 45 | 52 | -7   |
| 6    | Msida Saint-Joseph      | 19  | 28 | 9  | 8 | 11 | 40 | 40 | 0    |

| Rang | Équipe              | Pts | J  | G | N | P  | Bp | Bc | Diff |
| ---- | ------------------- | --- | -- | - | - | -- | -- | -- | ---- |
| 7    | Floriana FC         | 22  | 24 | 9 | 7 | 8  | 41 | 30 | +11  |
| 8    | Pietà Hotspurs      | 18  | 24 | 6 | 5 | 13 | 29 | 56 | -27  |
| 9    | St. George's FC (P) | 10  | 24 | 3 | 7 | 14 | 23 | 52 | -29  |
| 10   | Marsa FC (P)        | 10  | 24 | 2 | 5 | 17 | 20 | 58 | -38  |

| Légende : Qualifications et relégations | Légende : Qualifications et relégations                                                     |
| --------------------------------------- | ------------------------------------------------------------------------------------------- |
|                                         | Ligue des champions 2007-2008 (1er Tour de qualification)                                   |
|                                         | Coupe UEFA 2007-2008 (1er Tour de qualification)                                            |
|                                         | Coupe Intertoto 2007 (1er Tour)                                                             |
|                                         | Relégation en First Division Maltaise                                                       |
|                                         | (T) : Tenant du titre 2005-2006 (P) : Promu en 2005-2006 (C) : Vainqueur du Trophée Rothman |

#### Matchs
| Résultats (▼dom., ►ext.)                                   | Bir | Hib | Mrx | Msi | Sli | Vam |
| Birkirkara FC                                              |     | 2-1 | 2-3 | 2-1 | 2-1 | 1-0 |
| Paola Hibernians FC                                        | 0-2 |     | 2-3 | 2-0 | 1-1 | 2-2 |
| Marsaxlokk FC                                              | 6-1 | 3-1 |     | 2-0 | 1-4 | 0-1 |
| Msida Saint-Joseph                                         | 1-3 | 1-3 | 0-4 |     | 0-1 | 2-2 |
| Sliema Wanderers FC                                        | 1-1 | 2-1 | 1-4 | 3-2 |     | 2-0 |
| La Vallette FC                                             | 3-0 | 3-1 | 1-3 | 1-1 | 1-1 |     |
| - Victoire à domicile - Match nul - Victoire à l'extérieur |     |     |     |     |     |     |

| Résultats (▼dom., ►ext.)                                   | Flo | Mar | Pie | StG |
| Floriana FC                                                |     | 2-2 | 1-0 | 3-2 |
| Marsa FC                                                   | 1-0 |     | 0-2 | 3-1 |
| Pietà Hotspurs                                             | 3-1 | 2-1 |     | 4-5 |
| St. George's FC                                            | 2-6 | 1-1 | 1-2 |     |
| - Victoire à domicile - Match nul - Victoire à l'extérieur |     |     |     |     |

## Bilan de la saison
| Tableau d'Honneur       |                     |
| Compétition             | Vainqueur           |
| Premier League Maltaise | Marsaxlokk FC       |
| Trophée Rothman         | Paola Hibernians FC |
| Supercoupe de Malte     | Birkirkara FC       |

| Qualifications européennes 2007-2008 |                                         |
| Ligue des champions                  | Qualifiés                               |
| 1er tour de qualification            | Marsaxlokk FC                           |
| Coupe UEFA                           | Qualifiés                               |
| 1er tour de qualification            | Paola Hibernians FC Sliema Wanderers FC |
| Coupe Intertoto                      | Qualifiés                               |
| 1er tour                             | Birkirkara FC                           |

| Promotions et relégations           |                           |
| Relégués en First Division Maltaise | St. George's FC Marsa FC  |
| Promus de First Division Maltaise   | Hamrun Spartans Mqabba FC |